# قرار مجلس الأمن التابع للأمم المتحدة رقم 1729
قرار مجلس الأمن التابع للأمم المتحدة رقم 1729، الذي تم تبنيه بالإجماع في 15 ديسمبر 2006، بعد النظر في تقرير الأمين العام كوفي عنان بشأن قوة الأمم المتحدة لمراقبة فض الاشتباك، مدد المجلس تفويضها لستة أشهر أخرى حتى 30 يونيو 2007.

## تفاصيل
ودعا القرار الأطراف المعنية إلى التنفيذ الفوري للقرار 338 (1973) وطلب من الأمين العام تقديم تقرير عن الوضع في نهاية تلك الفترة.
جاء في تقرير الأمين العام عملاً بالقرار السابق بشأن قوة الأمم المتحدة لمراقبة فض الاشتباك أن الوضع بين إسرائيل وسوريا ظل هادئًا بشكل عام، على الرغم من أن الوضع في الشرق الأوسط ككل ظل متوترًا إلى أن يتم التوصل إلى تسوية تعالج جميع جوانب المشكلة.
ورحب المجلس أيضا بالجهود التي تبذلها القوة لتنفيذ سياسة عدم التسامح مطلقا بشأن الاستغلال الجنسي.

## روابط خارجية
- نص القرار في undocs.org